# 롭 초등학교 총기 난사 사건
롭 초등학교 총기 난사 사건은 2022년 5월 24일 미국 텍사스주 유밸디에 있는 롭 초등학교에서 18세의 살바도르 라모스(Salvador Ramos)가 학생 19명과 교사 2명을 살해하고 17명에게 부상을 입힌 사건이다. 사건 당일 라모스는 할머니의 얼굴에 총을 겨누고 심각한 부상을 입혔다. 학교 밖에서 약 12분간 총기 난사를 한 후 별다른 저항 없이 소총과 권총으로 무장한 후 초등학교에 들어갔다. 라모스는 교실에서 한 시간 동안 희생자들을 살해한 후 미국 국경 수비대 요원에게 사살되었다.
법 집행관들은 대응이 늦어진 것을 인력 부족이라고 하였으며, 경찰의 최초 대응자들은 사건을 처리하는 데 대해 광범위한 비판을 받았다.
사건의 명확한 동기는 확인되지 않았다. 이는 2007년 버지니아 공대 총기 난사 사건과 2012년 샌디훅 초등학교 총기 난사 사건에 이어 3번째로 사망자가 많은 미국 학교 총기 난사이며 텍사스주에서 사상 최대 규모의 총기 난사 사건이다.

## 같이 보기
- 샌디훅 초등학교 총기 난사 사건 (2012년)